# Братиславский трамвай
Братиславский трамвай (словац. Električková doprava v Bratislave) — трамвайная система в Братиславе, столице Словакии, функционирующая с 1895 года. Состоит из 42 км путей, по которым курсируют 5 маршрутов. Ширина колеи составляет 1000 мм. Трамваи являются основным общественным транспортом в городе.

## История

### 1893—1914 годы
В 1868 впервые на улицах Братиславы начал курсировать омнибус. В 1893 году Александр Вернер, австрийский инженер, подал прошение на разрешение строительства линии конки, однако позже изменил планы и предложил запустить электрический трамвай. Новый план понравился властям и 27 августа 1895 года была открыта первая линия электрического трамвая в городе. Для обслуживания линии было закуплено 9 вагонов работающих от воздушной контактной сети напряжением в 550 В.
Вскоре после открытия начато строительство очередных отрезков. Уже в сентябре были сданы в эксплуатацию пути до Главного Вокзала длиной 3 км. В январе 1896 года трамваи перевозили пассажиров на нескольких очередных новых участках. В то же время окончательно закрыто движение омнибусов. Вскоре после открытия, владельца сети фирму Lindheim a spol. выкупило венгерское предприятие Részvénytársaság villamos és közlekedési vállalatok számára (Союз Трамвайных и Коммуникационных предприятий). В первых двух десятилетиях XX века введены буквенные обозначения маршрутов, а также закуплены новые вагоны типа Ganz.

### Межвоенное время
После создания Чехословакии сеть была основательно модернизированна. Была внедрена система оплаты по зонам, регулируемая городскими властями. Начата перешивка на колею 1435 мм, но из-за недостаточного финансирования и возмущения жителей от этого плана отказались. В конце 20-х возникла конкуренция с первыми автобусами. В 1914 была открыта пригородная линия Братислава-Вена, которая на братиславском участке была частью городской трамвайной сети.

### Вторая Мировая Война
С началом Второй Мировой Войны начались изменения в функционировании трамвайной коммуникации — рейсы после 22:00 должны были быть приостановлены. В 1942 году началось строительство 792-метрового туннеля под Братиславским замком. Завершено оно было уже после войны, в 1947 году. В военное время туннель использовался как противоавиационный бункер, позже — как автомобильный туннель. С 1983 года был приспособлен для движения трамваев. В 1942 году штанговые токоприёмники были заменены на пантографы. Следующие два года производилась модернизация маршрутов, которым начали давать номерные обозначения. Со входом Красной Армии в город было остановлено движение трамваев во всем городе. После освобождения начали проводить оценку убытков: было уничтожено более 90 % троллейбусной контактной сети и довольно много участков путей. С 14 июня курсировали все три маршрута, остальной транспорт был запущен до 1946 года.

### 1946—1980 годы
В 1949 году город получил новые трамвайные вагоны, прототипы будущих трамваев 6MT, поставки которых начались в 50-х. В то же время на последнем однопутном участке между Карловой Весью и Динамиткой был достроен второй путь. В 1952 году количество маршрутов выросло до 5-ти, а чуть позже был добавлен ещё один. В 50-х годах открыт также новый трамвайный парк Юраёв Двор. В 1953 году окончательно был реорганизован проездной тариф в связи с административной реформой. 8 августа 1957 года в город прибыл первый прототип трамвая Tatra T2, начав тем самым постепенное выведение из эксплуатации двухосных вагонов.
В 60-х введены в эксплуатацию вагоны Tatra K2, которые и в наше время являются единственными сочлененными трамваями в городе. Через 10 лет начаты первые дискуссии о реорганизации общественного транспорта в городе и строительстве классического метрополитена. Предвидится, что уже в недалеком будущем вся городская агломерация будет насчитывать более миллиона жителей. В то же время было сдано в эксплуатацию депо Красняны.

### 1980—2002 годы
Нефтяной кризис с 1973 года абсолютно изменил взгляды на городскую коммуникацию во всем мире. Поскольку предвиделось, что население в братиславской агломерации скоро приблизится к миллиону жителей, следовало соответствующе реорганизовать городской транспорт. Ключевую роль должна была сыграть сеть скоростного трамвая, а позже — метрополитена, и классические трамваи должны были стать дополняющим транспортным средством. Строительство первой линии метро началось в 1985 году с юга города (район Петржалка) в направлении центра. Одновременно инвестиции были направлены и на трамваи, завершена эксплуатация трамваев Tatra T2.
Помимо планов строительства метрополитена, вновь начата перешивка сети на колею 1435 мм. В то время в Чехословакии узкоколейная сеть была ещё только в городе Либерец, который к тому же тоже начал перешивку, а снятые в нём с эксплуатации вагоны Tatra T3 отправлялись в Братиславу. В связи с проблемами приспособления подвижного состава, в город не попадали трамваи серии Tatra KT8D5 которые были рассчитаны исключительно на стандартную колею. Вместо них поставлялись трамваи Tatra T6A5.
В 90-х проведена модернизация имеющегося подвижного состава и ввод в эксплуатацию новых трамваев Tatra. Однако трамвайная сеть была все больше и больше перегружена как по финансовым причинам, так и в связи с серьезными задержками строительства метро.

### После 2002 года
В 2002 году были отменены планы по строительству метрополитена. Взамен было предложено построить скоростной трамвай, который мог бы в будущем быть расширен до системы метрополитена. Первые шаги к реализации инвестиций были сделаны в 2006 году, когда готовый проект первой линии в район Петржалка попал под обсуждение чиновниками. Строительные работы должны были начаться в 2007 году, а одновременно начато тестирование подвижного состава, который потенциально мог бы эксплуатироваться на новой линии. На улицы города выехал трамвай Škoda 06T, произведенный для итальянского города Кальяри. По причине другой ширины колеи (960 мм) на время тестирования ему были заменены тележки.
В марте 2007 года произошел неожиданный поворот событий, когда городские власти и Железные дороги Словацкой Республики (Železnice Slovenskej Republiky) огласили, что скоростной трамвай будет иметь двойную колею шириной 1000 и 1435 мм, чтобы сделать возможным использование пути как поездами, так и трамваями. Противники этой идеи аргументировали, что это создаст множество проблем, в том числе и разница в напряжении на железных дорогах и трамвайной сети.
В том же году был презентован также новый план развития трамвайной сети. Кроме Петржалки, трамваи также должны были доехать до районов Вайнор, Девинска Нова Весь, Вракунь, а ближе к центру — до Превоза и Млынской Долины.
Против строительства скоростного трамвая до Петржалки выступает Výskumný ústav dopravný (Институт транспортных исследований), который утверждает, что трамваи не подходят в качестве основного транспорта, а финансовые средства предназначенные для них не будут использованы рационально. Против также высказываются жители района. Поэтому возможно, что трамвайные пути дойдут до районов Вайнор и Девинска Нова Весь раньше, поскольку в них заинтересованы местные предприниматели, которые могли бы внести инвестиции.
В июле 2016 года было открыто движение трамваев до Петржалки. Сюда были направлены трамваи 1 и 3.

## Маршруты
По состоянию на октябрь 2023 года в городе курсирует 5 трамвайных маршрутов. Цвета линий соответствуют маркировке в расписании и схемах движения Братиславской транспортной компании.
| Маршрут              | Трасса | Состояние                     |
| -------------------- | --- | ----------------------------- |
| Linka 1 (Bratislava) | Hlavná stanica – Obchodná – Centrum – Nám. Ľ. Štúra – Štúrova – Centrum – Obchodná – Hlavná stanica                                   | Курсирует                     |
| Linka 3 (Bratislava) | Rača, Komisárky – Stn. Vinohrady – Račianske mýto – Americké nám. – Štúrova – Petržalka, Jungmannova                                  | Курсирует                     |
| Linka 4 (Bratislava) | Stn. Nové Mesto – Vajnorská – Trnavské mýto – Špitálska – Centrum – Nám. Ľ. Štúra – Most SNP – Riviéra – Kútiky – Dúbravka, Pri kríži | Курсирует                     |
| Linka 7 (Bratislava) | Hlavná stanica – Blumentál – Račianske mýto – Račianska – Stn. Vinohrady / Rača, Komisárky                                            | Курсирует в будние в часы пик |
| Linka 9 (Bratislava) | Ružinov, Astronomická – Trnavské mýto – Blumentál - Obchodná – Tunel – Riviéra – Karlova Ves, Kútiky                                  | Курсирует                     |

## Инфраструктура
Трамвайные парки:
- Юраёв Двор
- Красняны

Оборотные кольца:
- Dúbravka Pri Kríži
- Hlavná Stanica
- Rača Komisárky
- Ružinov Astronomická
- Zlaté Piesky
- Stn. Nové Mesto
- Petržalka, Jungmannova

Обычные остановки также используются как конечные.

## Подвижной состав
- Tatra T3
  - Tatra T3AS
  - Tatra T3G
  - Tatra T3M
  - Tatra T3Mod
  - Tatra T3S
  - Tatra T3SU
  - Tatra T3SUCS
  - Tatra T3P
- Tatra K2
  - Tatra K2YU
  - Tatra K2G
  - Tatra K2S
- Tatra T6A5
- Škoda 30 T
- Škoda 29 T